# Matériel roulant des NS
 (octobre 2021).
Si vous disposez d'ouvrages ou d'articles de référence ou si vous connaissez des sites web de qualité traitant du thème abordé ici, merci de compléter l'article en donnant les références utiles à sa vérifiabilité et en les liant à la section « Notes et références ».
Liste du matériel roulant des Nederlandse Spoorwegen (NS)
Abréviations utilisées :
- IC : InterCity
- Mat : Materieel (automotrices et autorails)

## Automotrices

### Électriques

#### En service
| Photographie | Série          | Nombre de voitures | Construction                                    | Effectif | Puissance       | Commentaire |
| ------------ | -------------- | ------------------ | ----------------------------------------------- | -------- | --------------- | --- |
|              | SGM (Sprinter) | 2/3                | Talbot (1975-1983)                              | 26/90    | 1280 kW         | |
|              | ICM            | 3 4                | Talbot (1977, 1983-1990) (1990-1994)            | 87/94 50 | 1260 kW 1890 kW | "Koploper" |
|              | VIRM           | 4 6                | Talbot/De Dietrich/Bombardier (1994-2009)       | 98 80    | 1608 kW 2412 kW | Dont 37 rames de trois voitures portées à quatre et 47 rames de quatre voitures portées à six entre 2001 et 2005 |
|              | NID            | 4/6                | Talbot/De Dietrich/Adtranz NedTrain (1992-1998) | 50       | 2340 kW         | Reconstruction en 2009-2014 de voitures DDM et motrices mDDM                                                     |
|              | SLT            | 4 6                | Bombardier Siemens AG (2002 -2012)              | 69 62    | 1500 kW 2000 kW | |
|              | FLIRT          | 2 3                | Stadler Rail (2016-2017)                        | 33 25    | 1500 kW         | |
|              | SNG            | 3 4                | CAF (2017-2020)                                 | 118 88   | 1600 kW 2400 kW | |

#### Hors service
| Photographie | Série                 | Nombre de voitures | Construction                       | Effectif (Conservé/Total)                        | Retrait                          | Puissance      | Commentaire |
| ------------ | --------------------- | ------------------ | ---------------------------------- | ------------------------------------------------ | -------------------------------- | -------------- | --- |
|              | Mat '24 (Blokkendoos) | 2 à 11             | Bejines Werkspoor HAWa (1924-1933) | 10/130 (motrices) 15/129 (remorques)             | 1959 (motrices) 1972 (remorques) | 662 kW         | |
|              | Mat '24 postales      | 2                  | transformation (1956-1960)         | 1 (plusieurs restaurées en motrices à voyageurs) | 1966                             | 662 kW         | |
|              | Automotrice Mat '35   | 2                  | Allan/Bejines/Werkspoor (1935)     | 0/4                                              | 1964                             | 662 kW         | "Hoek van Hollanders"                                                                                            |
|              | Mat '36 (courtes)     | 2 (puis 3)         | (1937-1938)                        | 1/53 0/42                                        | 1968                             | 662 kW         | 30 portées à 3 voitures en 1942 et 13 en 1950 10 triples et 6 doubles perdues lors de la Seconde Guerre mondiale |
|              | Mat '36 (longues)     | 3 puis 4           | (1937-1938)                        | 0/37                                             | 1970                             | 1324 kW        | portées à 4 voitures en 1942                                                                                     |
|              | Mat '40 (articulées)  | 5                  | (1942-1943)                        | 0/53 0/42                                        | 1972                             | 1592 kW        | |
|              | Mat '40 (doubles)     | 2                  | (1943-1953)                        | 0/15                                             | 1970                             | 796 kW         | dont 10 livrées sans moteurs à cause de la guerre et équipées en 1945-1953                                       |
|              | Mat '46               | 2 4                | (1948-1951)                        | 1/79 0/65                                        | 1983                             | 796 kW 1592 kW | |
|              | Mat '54               | 2 4                | (1956-1962)                        | 1/68 1/73                                        | 1996                             | 680 kW 1360 kW | |
|              | Mat '57 (Benelux)     | 2                  | (1957)                             | 1/12                                             | 1988                             | 680 kW         | dont 4 immatriculées à la SNCB                                                                                   |
|              | Postales              | 1 + wagons         | Werkspoor (1965-1965)              | 2/35                                             | 1995-2008                        | 552 kW         | |
|              | Plan T                | 4                  | (1961-1965)                        | 0/31                                             | 1996                             | 508 kW         | |
|              | Plan V                | 2                  | (1956-1976)                        | 4/246                                            | 1988                             | 1400 kW        | |
|              | SM '90                | 2                  | Talbot (1992-1993)                 | 0/9                                              | 2005                             | 1112 kW        | La cabine de la 2106 est préservée                                                                               |

### Automotrices électriques à grande vitesse

#### En service
| Photographie | Type               | Composition                                | Tensions (V)                        | Construction                        | Effectif | Utilisé par       | Commentaire                               |
| ------------ | ------------------ | ------------------------------------------ | ----------------------------------- | ----------------------------------- | -------- | ----------------- | ----------------------------------------- |
|              | Thalys PBKA        | motrice + 8 voitures + motrice             | 1500⎓, 3000⎓ 15000~, 25000~         | (1996-1997)                         | 2        | Thalys            | 4331-4332                                 |
|              | ICE 3M (série 406) | 8 voitures                                 | 1500⎓, 3000⎓ 15000~, 25000~         | (2001-2002)                         | 3/4      | Intercity-Express | une vendue à la DB en 2001                |
|              | ICNG               | 5 voitures 8 voitures 8 voitures (Benelux) | 1500⎓, 25000~ (3000⎓ rames Benelux) | (3101-3149) (3201-3230) (3301-3320) | ?/97     | Intercity Benelux | en cours de livraison et de mise au point |

#### Hors service
| Photographie | Type                     | Composition | Tensions (V)        | Construction             | Effectif | Utilisé par | Commentaire |                                                                             |
| ------------ | ------------------------ | ----------- | ------------------- | ------------------------ | -------- | ----------- | ----------- | --------------------------------------------------------------------------- |
|              | AnsaldoBreda V250 (Fyra) | 8 voitures  | 1500⎓, 3000⎓ 25000~ | AnsaldoBreda (2008-2013) | 0/19     | NS-SNCB     | 5500 kW     | Seules 9 rames livrées avant leur interdiction de circuler Revendues aux FS |

### Thermiques (autorails)

#### Hors service
| Photographie | Série          | Mise en service | Retrait   | Vitesse max (km/h) | Nombre de voitures | Construction                        | Effectif | Puissance | Commentaire                                                                      |
| ------------ | -------------- | --------------- | --------- | ------------------ | ------------------ | ----------------------------------- | -------- | --------- | -------------------------------------------------------------------------------- |
|              | omBC / omC     | 1923-1929       | 1940-1949 | ?                  | 1                  | Linke-Hofmann / Werkspoor / Bejines | 0/33     | ?         | autorails à essence Une réplique préservée                                       |
|              | Mat '34        | 1933            | 1964      | 125                | 3                  | Werkspoor / Bejines / Heemaf        | 1/40     | 600 kW    |                                                                                  |
|              | omBC (II)      | 1937            | 1952/1961 | 105                | 1                  | Werkspoor                           | 0/8      | 220 kW    | retirés du service en 1952 sauf un converti en autorail d'inspection             |
|              | Mat '40 (DE5)  | 1940-1941       | 1974      | 160                | 5                  | Werkspoor / Bejines / Heemaf        | 0/18     | 1350 kW   | Deux exemplaires réalisés après-guerre avec des remorques d'automotrices Mat' 40 |
|              | DE1            | 1953-1955       | 1985      | 120                | 1                  | Werkspoor / Allan                   | 1/30     | 212 kW    |                                                                                  |
|              | DE2            | 1953-1955       | 1985      | 110                | 2                  | Werkspoor / Allan                   | 4/46     | 212 kW    |                                                                                  |
|              | 20 "Kameel"    | 1954            | 1991      | 125                | 1                  | Allan                               | 1/1      | 210 kW    | Autorail d'inspection et VIP Remis en service en 2008 (véhicule de musée)        |
|              | TEE            | 1957            | 1977      | 140                | 4                  | Werkspoor / SIG                     | 1/5      | 1280 kW   | Revendues au Canada (VIA Rail) 6 remorques préservées aux Pays-Bas               |
|              | Plan U         | 1960-1963       | 2003      | 110                | 3                  | Werkspoor / Bejines / Allan         | 4/42     | 736 kW    |                                                                                  |
|              | DH1 "Wadloper" | 1983            | 2006-2008 | 120                | 1                  | Werkspoor / Duewag                  | 0/19     | 210 kW    | Revendues en Pologne (quatre) et en Argentine (quinze)                           |
|              | DH2 "Wadloper" | 1981-1982       | 2006-2008 | 120                | 2                  | Werkspoor / Duewag                  | 0/31     | 420 kW    | Revendues en Pologne (huit), en Roumanie (treize) et en Argentine (dix)          |
|              | DM'90          | 1996-1998       | 2010-2017 | 140                | 2                  | Talbot                              | 2/53     | 640 kW    | Revendues en Pologne (trente-deux)                                               |

## Locomotives

### Thermiques

#### En service
| Photographie | Série      | Construction        | Effectif (En service /Total) | Puissance | Commentaire                                                                |
| ------------ | ---------- | ------------------- | ---------------------------- | --------- | -------------------------------------------------------------------------- |
|              | Série 6400 | MaK/ABB (1988-1994) | 112/120                      | 1 180 kW  | Revendues à DB Cargo Netherlands, Eurotunnel et d'autres opérateurs privés |

#### Hors service

##### Locomotives de ligne
| Photographie | Série      | Construction                                 | Effectif (Conservé/Total) | Retrait | Puissance | Commentaire                                                                                       |
| ------------ | ---------- | -------------------------------------------- | ------------------------- | ------- | --------- | ------------------------------------------------------------------------------------------------- |
|              | Série 2000 | Whitcomb (U.S.A) (1943-1944)                 | 0/18                      | 1960    | 420 kW    | Surplus militaires américains Deux copies rachetées aux États-Unis par des musées hollandais      |
|              | Série 2200 | Allan / Jeumont-Schneider (1955-1958)        | 11/150                    | 2003    | 662 kW    | 25 utilisées par la SNCB de 1995 à 2003 (Série 76).                                               |
|              | Série 2400 | Alsthom (1954/1957)                          | 6/130                     | 1991    | 620 kW    | La 2530 était un prototype à cabine surélevée. 50 revendues à la SNCF BB 62400                    |
|              | Série 2600 | Werkspoor (1953-1954)                        | 0/6                       | 1958    | 993 kW    |                                                                                                   |
|              | Série 2800 | Werkspoor / Schneider Electric (1968)        | 0/1                       | 1972    | 1 030 kW  |                                                                                                   |
|              | Série 2900 | Henschel / Electro-Motive Diesel (1956/1970) | 0/5                       | 1975    | 977 kW    | ex Staatsmijnen (mines de l'État) acquises en 1970 et revendues aux Ferrocarriles de vía estrecha |

##### Locomotives de manœuvre
| Photographie | Série      | Construction                                             | Effectif (Conservé/Total) | Retrait   | Puissance         | Commentaire                                                                 |
| ------------ | ---------- | -------------------------------------------------------- | ------------------------- | --------- | ----------------- | --------------------------------------------------------------------------- |
|              | Série 80   | BMAG (1926)                                              | 0/2                       | 1950      | 80 Ch puis 144 Ch | Locomotives à accumulateurs                                                 |
|              | Série 1600 | Drewry Car / Vulcan Foundry / Andrew Barclay (1941/1947) | 1/5                       | 1957      | 153 Ch            | ex-War Department (Royaume-Uni)                                             |
|              | Série 400  | Werkspoor (1947-1948)                                    | 0/15                      | 1961      | 250 Ch            | "Grandes Sik"                                                               |
|              | Série 450  | Werkspoor (1956-1957)                                    | 1/10                      | 1972      | 330 Ch            |                                                                             |
|              | Série 500  | English Electric (1945-1949)                             | 4/45                      | 1972-1989 | 400 Ch            | Les 501-510 (355 Ch) proviennent du War Department                          |
|              | Série 600  | English Electric (1949-1957)                             | 19/65                     | 1991-2005 | 400 Ch            | "Friteuses" 5 rachetées par des associations de préservation au Royaume-Uni |
|              | Série 700  | English Electric / Stork (1953-1955)                     | 0/15                      | 1973      | 400 Ch            | D'abord numérotées Série 400                                                |

##### Locotracteurs
| Photographie | Série     | Construction                                      | Effectif (Conservé/Total) | Retrait | Puissance | Commentaire      |
| ------------ | --------- | ------------------------------------------------- | ------------------------- | ------- | --------- | ---------------- |
|              | Série 100 | BMAG / Werkspoor (1930-1932)                      | 10/52                     | 1948    | 50 Ch     | "Sik primitives" |
|              | Série 200 | Werkspoor / Atelier central de Zwolle (1934-1951) | 89/169                    | 2008    | 72 Ch     | "Sik"            |

### Électriques

#### Polytensions

##### En service
| Photographie | Série        | Construction                 | Effectif (En service /Total) | Puissance | Tensions (V)                 | Commentaire                                                             |
| ------------ | ------------ | ---------------------------- | ---------------------------- | --------- | ---------------------------- | ----------------------------------------------------------------------- |
|              | NS série 186 | Bombardier TRAXX (2006-2016) | 63/63                        | 3130 kW   | 3000⎓, 1500⎓, 15000~, 25000~ | 45 louées à Akiem, 12 à Alpha Trains et 9 à Macquarie rail (puis Akiem) |

#### Monotensions (1 500V)

##### En service
| Photographie | Série           | Construction            | Effectif (En service /Total) | Puissance | Commentaire                                                        |
| ------------ | --------------- | ----------------------- | ---------------------------- | --------- | ------------------------------------------------------------------ |
|              | Série 1600/1800 | Alsthom/MTE (1981-1983) | 25/58                        | 4540 kW   | 24 en possession d'opérateurs privées et une locomotive-musée      |
|              | Série 1700      | GEC/Alsthom (1991-1994) | 23/81                        | 4540 kW   | dont 14 en possession d'opérateurs privées et une locomotive-musée |

##### Hors service
| Photographie | Série      | Construction                      | Effectif (Conservé/Total) | Retrait | Puissance | Commentaire                                                                                          |
| ------------ | ---------- | --------------------------------- | ------------------------- | ------- | --------- | --- |
|              | Série 1000 | SLM Winterthour /Werkspoor (1948) | 1/10                      | 1982    | 2796 kW   | (1A)'Bo(A1)'). La 1010, en livrée bleu foncé, est exposée au "Spoorwegmuseum" d'Utrecht.             |
|              | Série 1100 | Alsthom (1950-1956)               | 5/60                      | 1998    | 2050 kW   | (Bo'Bo') dérivées des BB 8100 françaises                                                             |
|              | Série 1200 | Baldwin/Werkspoor/Heemaf (1951)   | 8/25                      | 1998    | 2220 kW   | (Co' Co') 4 préservées et 4 utilisées par des opérateurs privés                                      |
|              | Série 1300 | Alsthom (1952-1965)               | 4/16                      | 1999    | 3600 kW   | (Co'Co') dérivées des CC 7100 françaises 4 préservées, dont deux rachetées par des opérateurs privés |
|              | Série 1500 | Metropolitan-Vickers (1954/1970)  | 3/7                       | 1986    | 1932 kW   | (Co'Co') ex-British Rail Class 77 2 préservées au Royaume-Uni                                        |

### À vapeur

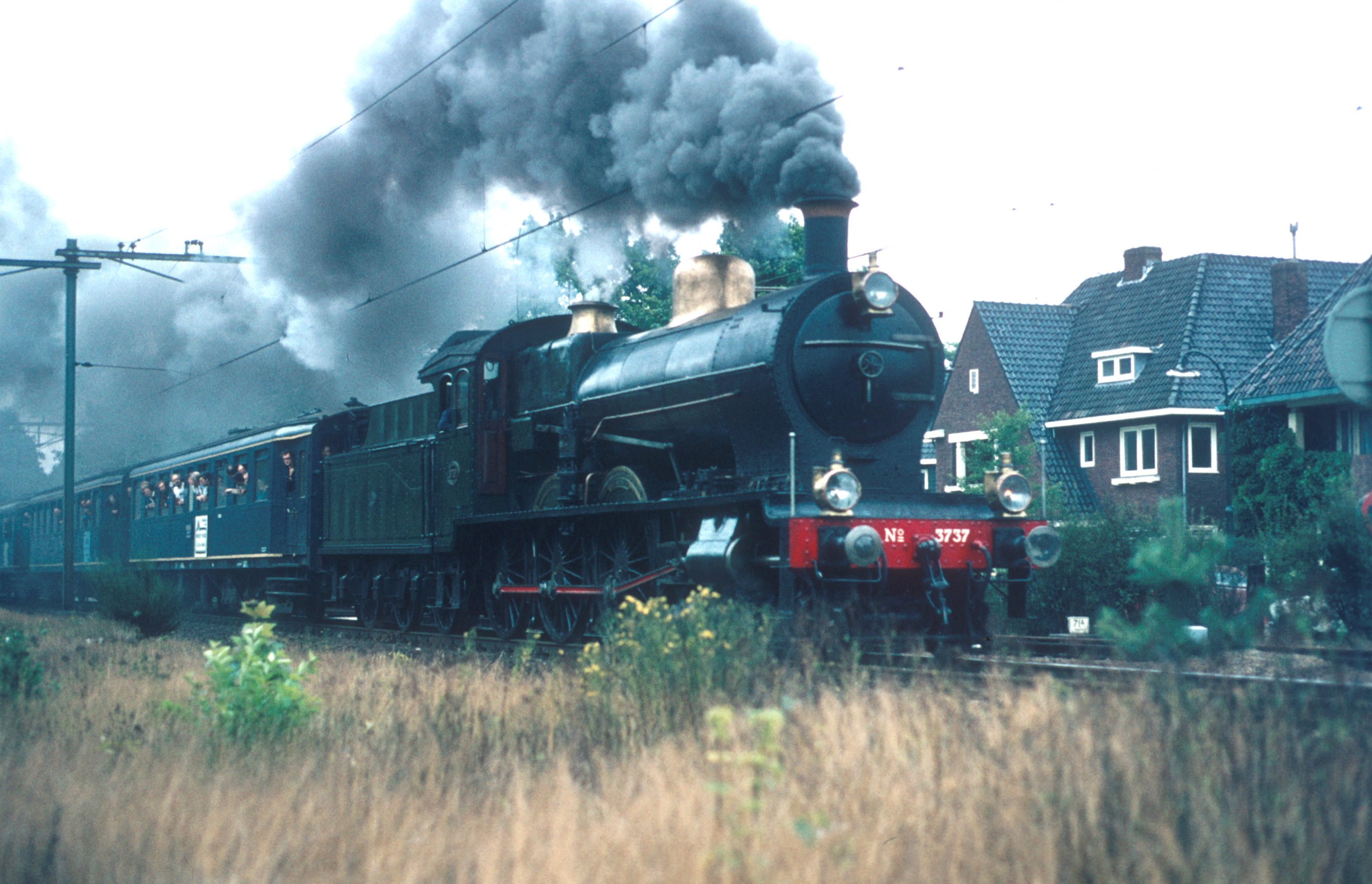
La 3737, préservée à Utrecht, effectua le dernier parcours commercial d'une locomotive à vapeur aux Pays-Bas le 7 janvier 1958.

## Voitures passagers

### En service
| Photographie | Type | Construction       | Effectif | Affectation                      | Commentaire                                                                                      |
| ------------ | ---- | ------------------ | -------- | -------------------------------- | ------------------------------------------------------------------------------------------------ |
|              | ICR  | Talbot (1980-1988) | 320/332  | Trains express et internationaux | 59 affectées aux trains Benelux (voitures-pilotes ferraillées) Une transformée en voiture royale |

### Hors service
| Photographie | Type                | Construction                                   | Effectif (Conservé/Total) | Retrait                           | Utilisation | Commentaire                                                                                                |
| ------------ | ------------------- | ---------------------------------------------- | ------------------------- | --------------------------------- | ----------- | --- |
|              | Fenêtres ovales     | Werkspoor / Bejines / Westwaggon (1928 / 1931) | 1/27                      | Trains express et internationaux  | 1970        | |
|              | C12c                | Werkspoor / Bejines / Hawa (1930 / 1933)       | 1/85                      | Trains express, omnibus et locaux | 1966        | |
|              | Mat '24 (remorques) | 1956                                           | 15/129                    | Trains express et locaux          | 1972        | ex remorques d'automotrices Blokkendoos (1924-1933) utilisées comme voitures après le retrait des motrices |